# Tournoi d'échecs de Baden-Baden

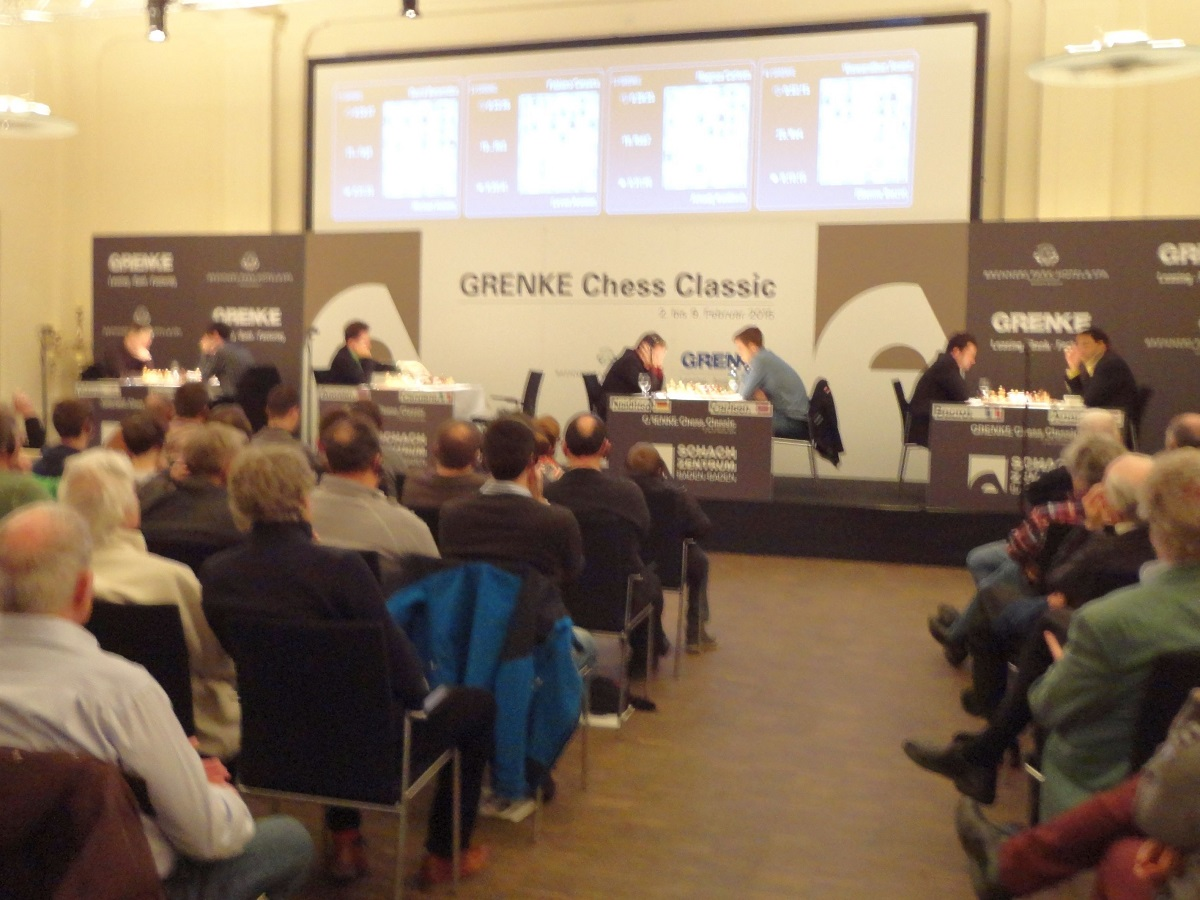
Salle du tournoi Chess Ckassic de 2015.

L'histoire des tournois d'échecs de Baden-Baden commence en 1870. Depuis 2013, le club d'échecs de Baden-Baden  organise avec la ville de Karlsruhe le Festival d'échecs Grenke comprenant des tournois open et le tournoi Grenke Chess Classic, sponsorisé par Grenkeleasing AG (Grenke).

## Tournoi de 1914: Flamberg
En 1914 eut lieu à Baden-Baden, le premier tournoi des joueurs russes internés. Il fut remporté par Alexander Flamberg devant Efim Bogoljubov, Ilia Rabinovitch, Piotr Romanovski et Alekseï Selesnieff ; il y avait huit joueurs.

## Tournoi de 1925: Alekhine
Le tournoi de 1925 avait 21 joueurs. Il fut remporté par Alexandre Alekhine devant Akiba Rubinstein, Friedrich Sämisch, Efim Bogoljubov, Frank Marshall, Xavier Tartakover, Ilia Rabinovitch, Ernst Grünfeld, Aaron Nimzowitsch, Carlos Torre, Richard Réti, Rudolf Spielmann, Karel Treybal, Carl Carls,  Frederick Yates, Stefano Rosselli del Turco, Siegbert Tarrasch, Edgar Colle, Jacques Mieses et George Alan Thomas.

## Tournoi de 1981: Miles et Ribli
Le tournoi de 1981 avait 14 joueurs. Il fut remporté par Tony Miles et Zoltan Ribli (9,5 points sur 13) devant Viktor Kortchnoï, suivis par quatre joueurs ex æquo : Florin Gheorghiu, Vlastimil Hort, Borislav Ivkov et Wolfgang Unzicker.

## Tournoi de 1985: Smejkal
Le tournoi de 1985 avait 14 joueurs. Il fut remporté par Jan Smejkal (9 points sur 13) devant Efim Geller, suivis par, ex æquo, Miguel Quinteros et Stefan Kindermann, et comme cinquième Florin Gheorghiu.

## Tournoi de 1988: Tsechkovski
Le tournoi de 1988 avait huit joueurs et était moins fort comparé avec les autres. Il fut remporté par Vitali Tsechkovski (10 points sur 13) devant, ex æquo, Mihai Șubă et Dušan Rajković. Nana Iosseliani finit à 6 points sur 13 (tournoi à deux tours).

## Tournoi de 1992: Karpov
Le tournoi de 1992 avait douze joueurs. Il fut remporté par Anatoli Karpov (9,5 points sur 11) devant Christopher Lutz (7,5/11), Arthur Youssoupov (7/11), Lev Psakhis et Uwe Bönsch (6/11), Robert Hübner (5,5/11), Eric Lobron et Joël Lautier (5/11).

## TournoiGrenke Classic(depuis 2013)
| Édition Année | Édition Année | Dates        | Vainqueur Marque                        | Deuxième(s)                    | Troisième(s)                            | Quatrième(s)                                        | Cinquième(s)                                  | Joueurs |
| ------------- | ------------- | ------------ | --------------------------------------- | ------------------------------ | --------------------------------------- | --------------------------------------------------- | --------------------------------------------- | ------- |
| 1             | 2013          | 7-13 février | Viswanathan Anand 6,5 / 10              | Fabiano Caruana                | Georg Meier                             | Michael Adams                                       | Arkadij Naiditsch                             | 6       |
| 2             | 2014          | septembre    | Arkadij Naiditsch 5 / 7                 | David Baramidze                | Daniel Fridman                          | Liviu-Dieter Nisipeanu Matthias Blübaum Georg Meier |                                               | 8       |
| 3             | 2015          | février      | Magnus Carlsen Arkadi Naiditsch 4,5 / 7 |                                | Michael Adams Fabiano Caruana           |                                                     | Levon Aronian Étienne Bacrot                  | 8       |
| 4             | 2017          | avril        | Levon Aronian 5,5 / 7                   | Fabiano Caruana Magnus Carlsen |                                         | Arkadij Naiditsch Hou Yifan Maxime Vachier-Lagrave  |                                               | 8       |
| 5             | 2018          | avril        | Fabiano Caruana 6,5 / 9                 | Magnus Carlsen                 | Maxime Vachier-Lagrave Nikita Vitiougov |                                                     | Levon Aronian                                 | 10      |
| 6             | 2019          | avril        | Magnus Carlsen 7,5 / 9                  | Fabiano Caruana                | Arkadi Naiditsch                        | Maxime Vachier-Lagrave                              | Levon Aronian Peter Svidler Viswanathan Anand | 10      |